# Campylaspis alisae
Campylaspis alisae is een zeekommasoort uit de familie van de Nannastacidae. De wetenschappelijke naam van de soort is voor het eerst geldig gepubliceerd in 2008 door Corbera.